# UTC+3:30
UTC+3:30 — часовой пояс, используемый в Иране.

## География
Иран относится к регионам мира, где время не соответствует целочисленному смещению относительно UTC. Поэтому страна избрала (до 2022 года — в качестве зимнего времени) часовой пояс UTC+3:30. Местное время определяется по меридиану 52° 30’ в. д. (долгота Тегерана — 51° 30' в. д.).
|  | UTC+02:00           | Египетское время |
|  | UTC+02:00 UTC+03:00 | Восточноевропейское время / Израильское стандартное время / Палестинское стандартное время Восточноевропейское летнее время / Израильское летнее время / Палестинское летнее время |
|  | UTC+03:00           | Турецкое время Аравийское время |
|  | UTC+03:30           | Иранское время |
|  | UTC+04:00           | Gulf Standard Time |

До 2022 года в летнее время (апрель-октябрь) Иран переходил на UTC+4:30. Однако в 2005—2008 годах (1383—1386 по иранскому календарю) Иран не переходил на летнее время. 20 марта 2008 года (новый, 1387 год) Иран вновь перешёл на летнее время по решению Меджлиса. В 2022 году переход на летнее время был опять отменён.